# Микроканонски ансамбл
Микроканонски ансамбл или NVE-ансамбл у статистичкој физици је статистички ансамбл који репрезентује скуп могућих стања система који имају одређену енергију. Ансамбл се назива микроканонским ако је макростање у њему окарактерисано са три фиксна параметара:
- енергијом (Е)
- запремином (V)
- бројем честица (N)

Због фиксираних вредности N, V и Е микроканонски ансамбл се назива и NVE-ансамбл. Како је енергија фиксирана, микроканонски ансамбл се у фазном простору налази на хиперповрши H(p,q)=E.
Систем у микроканонском ансамблу је изолован тако да са околином не може да размењује ни честице, ни енергију. Код микроканонског ансамбла се из фиксиране енергије добија равнотежна температура.

## Дистрибуција вероватноће
Микроканонски ансамбл заправо подразумева дистрибуцију вероватноће за систем са фиксираном енергијом тако да је свако стање чија је енергија из интервала:
{\displaystyle E-{\frac {\Delta }{2}}<E<E+{\frac {\Delta }{2}},}
где је {\displaystyle \Delta } део енергије много мањи од енергије E подједнако вероватно, док је вероватноћа свих других стања једнака нули. Како је укупна вероватноћа нормирана на 1, вероватноћа P се дефинише као реципрочна вредност укупног броја микростања у датом инфинитезималном опсегу енергије.
Из дефиниције ентропије:
{\displaystyle S=-k_{B}p_{r}\ln {p_{r}},}
где је  Болцманова константа, а  вероватноћа, за микроканонски ансамбл се добија да је ентропија по Болцману:
{\displaystyle S=k_{B}\ln {\Omega (E,N,V)}.}
Од свих дистрибуција највећу ентропију има униформна дистрибуција са вероватноћом:
{\displaystyle p_{r}={\frac {1}{N}}}.

## Примена
Микроканонски ансамбл се користи за опис изолованих затворених система. Специјални физички проблеми у којима се примењује микроканонски ансамбл су: идеални гас, Ајнштајнова чврста тела, флуктуације термодинамичких величина око равнотежног стања.